# Vitis bashanica
Vitis bashanica là một loài thực vật hai lá mầm trong họ Nho. Loài này được P.C.He miêu tả khoa học đầu tiên năm 1995.